# Strada Lev Tolstoi din Chișinău
Strada Lev Tolstoi (între anii 1834-1924 – str. Kiliiskaia (Chilia); 1924-1944 – str. Albert Thomas; 1944-1992 – str. Tolstogo / Tolstoi) este o stradă din centrul istoric al Chișinăului, formată din două secțiuni separate. 
De-a lungul străzii sunt amplasate o serie de monumente de arhitectură și istorie (Casa individuală, nr. 7, Casa de raport, nr. 29, Casa individuală, nr. 36, Casa de raport, nr. 39, Casa individuală, nr. 42, Casa de raport, nr. 58, etc), precum și clădiri administrative (Serviciul Vamal, Uniunea Agențiilor Imobiliare și altele). 
Strada începe de la intersecția cu str. Ismail, intersectând alte 7 artere și încheindu-se cu un capăt de drum.

## Legături externe
- Strada Lev Tolstoi din Chișinău la wikimapia.org